# Incensazione

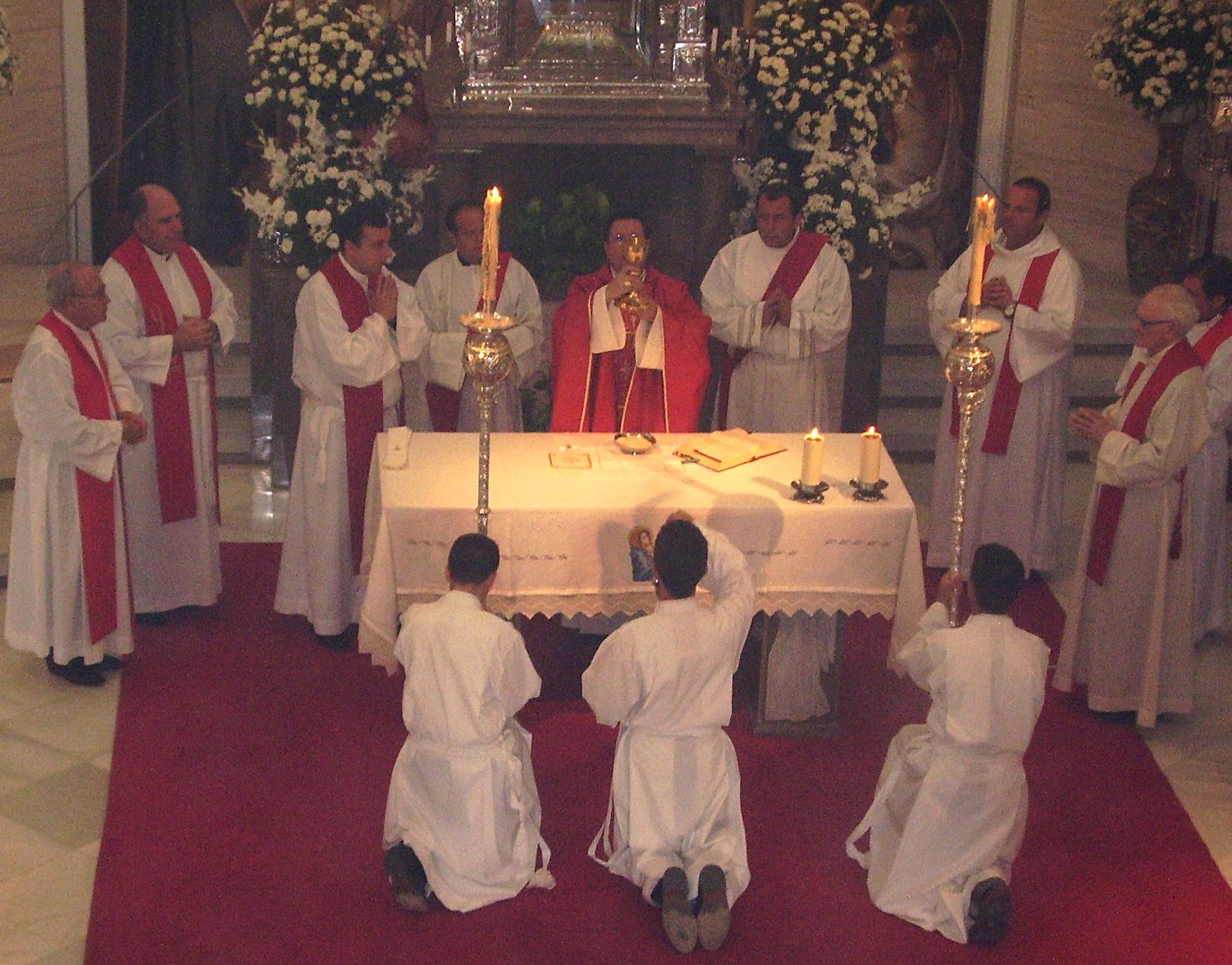
Incensazione del calice dopo la consacrazione

L'incensazione è un rito della liturgia della Chiesa cattolica con il quale si onorano luoghi, oggetti o persone dirigendo verso di loro il fumo odoroso emanato da qualche grano di incenso posto su carboni ardenti all'interno del turibolo.

## Rito romano

### Nella messa

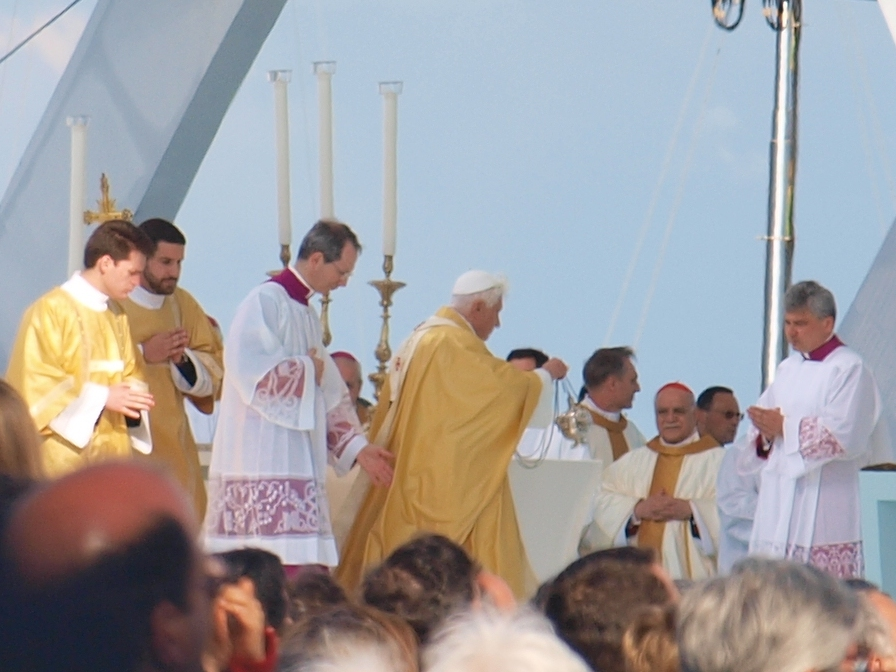
Incensazione dell'altare

In qualsiasi forma della messa è facoltativa l'incensazione:
- della croce dell'altare e dell'altare stesso, all'inizio della messa[2];
- del libro, alla proclamazione del Vangelo[3];
- delle offerte (pane e vino), della croce e dell'altare, e poi del sacerdote e del popolo, alla presentazione delle offerte[4];
- dell'ostia e del calice, alla loro presentazione dopo la consacrazione[5];

In qualsiasi messa si può usare l'incenso nella processione d'ingresso e in quella verso l'ambone in vista della proclamazione del Vangelo.
All'inizio della messa viene fatta l'incensazione anche di reliquie e di immagini dei santi esposte alla pubblica venerazione.
Nel triduo pasquale si prevede l'incensazione:
- del Santissimo Sacramento, prima e dopo la processione all'altare della reposizione il Giovedì Santo sera[8];
- del libro e del cero pasquale, alla proclamazione del Preconio pasquale[9];

Non si usa l'incenso alla proclamazione della Passione nella Domenica delle Palme

### Altre liturgie del rito romano
- Nel rito di commiato che segue la messa esequiale si incensa il cadavere nella bara, "onore reso al corpo del defunto come tempio dello Spirito Santo"[11]
- Nella liturgia delle ore, mentre si esegue alle lodi mattutine e ai vespri il cantico evangelico (Benedictus e Magnificat), si può incensare l'altare e poi anche il sacerdote e il popolo.[12]
- Nella benedizione eucaristica, se si usa l'ostensorio, si incensa il Santissimo Sacramento subito dopo l'esposizione e di nuovo immediatamente prima della benedizione[13]

### Come si incensa nel rito romano

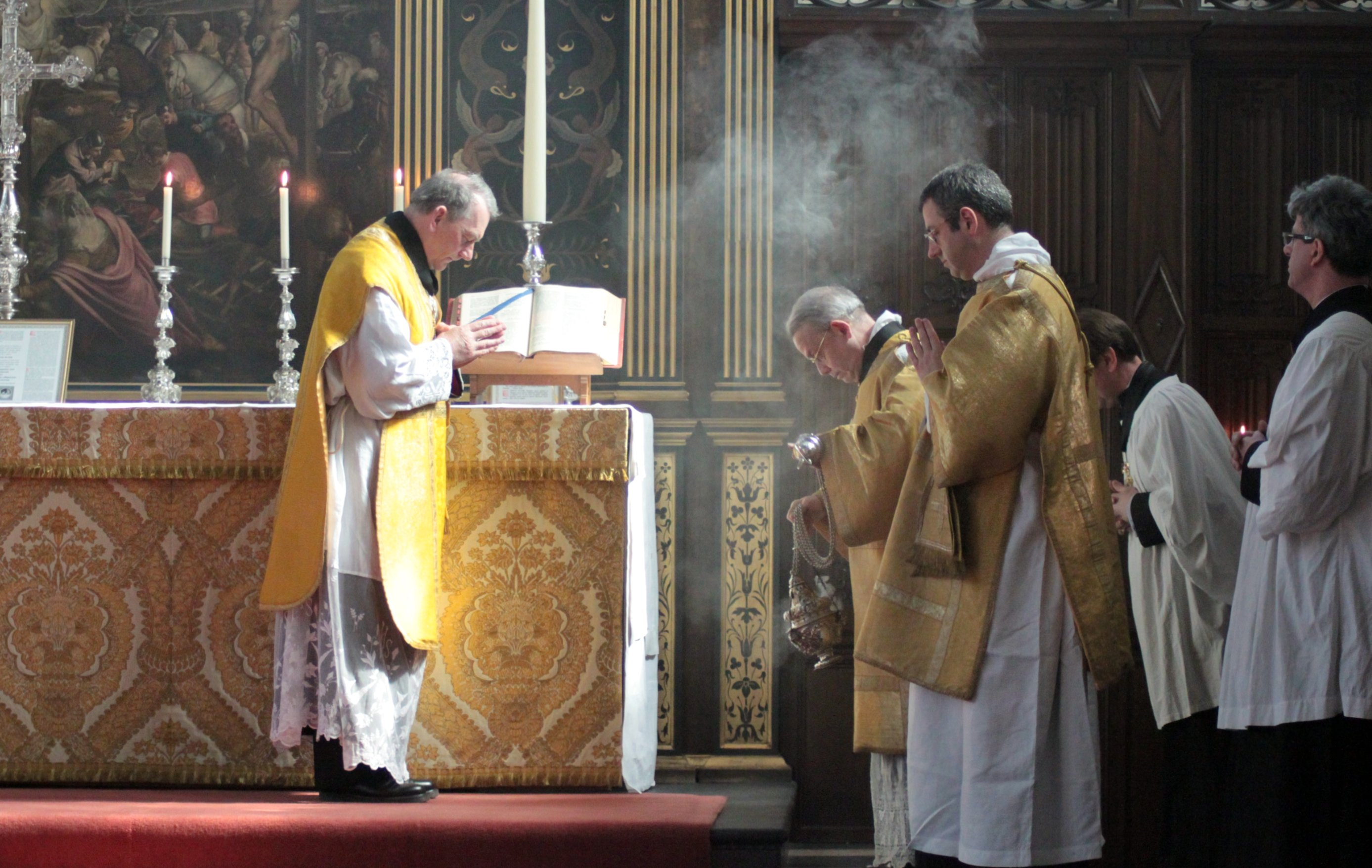
Incensazione del sacerdote in una messa solenne

Prima e dopo l'incensazione si fa un profondo inchino alla persona o alla cosa che viene incensata, ma non all'altare e alle offerte per il sacrificio della messa.
Chi incensa "regge con la sinistra le catenelle a cui è appeso il turibolo, alla loro estremità; con la destra, invece, le medesime catenelle unite assieme, vicino al turibolo e tiene il turibolo in modo che possa comodamente guidarlo in avanti e ritrarlo indietro verso di sé". Non è necessario battere il vaso del turibolo contro le catenelle.
|                    | Due colpi | Tre colpi                                                                      |
| ------------------ | --- | ------------------------------------------------------------------------------ |
| Doppia ripetizione | Le reliquie dei santi Le immagini dei santi | /                                                                              |
| Tripla ripetizione | Le offerte per il sacrificio della messa La croce dell'altare L’evangeliario Il cero pasquale Il sacerdote celebrante e i concelebranti Il Popolo | La reliquia della Santa Croce Le immagini del Signore Il Santissimo Sacramento |

Le offerte (pane e vino) per la messa, invece che con i tre colpi, possono essere incensate facendo sopra di esse il segno della croce con il turibolo. 
Con singoli colpi si incensa l'altare girandogli attorno o, se esso è addossato alla parete, passandone prima la parte destra, poi la sinistra.